# پال ال. اسمیت
پال ال اسمیت (انگلیسی: Paul L. Smith؛ ۲۴ ژوئن ۱۹۳۶ – ۲۵ آوریل ۲۰۱۲) یک بازیگر سینما، و هنرپیشه اهل ایالات متحده آمریکا بود.

## گزیده فیلمشناسی
از فیلم‌ها یا برنامه‌های تلویزیونی که وی در آن نقش داشته‌است می‌توان به آثار زیر اشاره کرد.
- خروج (فیلم ۱۹۶۰) (۱۹۶۰)
- قطار سریع‌السیر نیمه‌شب (۱۹۷۸)
- بچه فریسکو (۱۹۷۹)
- مد روز (فیلم ۱۹۷۹) (۱۹۷۹)
- پاپای (فیلم ۱۹۸۰) (۱۹۸۰)
- تکه‌ها (۱۹۸۲)
- فاروق یکم (۱۹۸۳)
- تل‌ماسه (فیلم ۱۹۸۴) (۱۹۸۴)
- موج جرم و جنایت (۱۹۸۵)
- نگهبان (فیلم ۱۹۸۵) (۱۹۸۵)
- سونیای سرخ (فیلم) (۱۹۸۵)
- چشم بیوه (۱۹۹۱)
- ماوریک (فیلم) (۱۹۹۴)